# 大日本武徳会 (1953年-)
一般社団法人大日本武徳会（だいにっぽんぶとくかい）は、旧大日本武徳会の再興と武道の振興を目的として設立された武道団体。

## 概要
1946年（昭和21年）に解散した旧大日本武徳会を再興。初代会長は町野武馬。
1954年（昭和29年）、財団法人大日本武徳会の設立認可を文部省に申請したが、旧大日本武徳会の事業を継承する全日本剣道連盟、全日本柔道連盟、日本弓道連盟が共同で反対し、文部省は審議の結果、設立認可申請を却下した。そのため任意団体として発足したが、2012年（平成24年）12月3日をもって一般社団法人に移行した。
1962年（昭和37年）より毎年4月29日、京都旧武徳殿において武徳祭を開催している。段位称号の授与、表彰など旧大日本武徳会の活動を継承している。前総裁の東伏見慈洽の死去に伴い、現在の総裁は東伏見慈晃（青蓮院門跡）。